# Acidente do Twin Otter da Royal Nepal Airlines em 2000
Em 27 de julho de 2000, um de Havilland Canada DHC-6 Twin Otter operado pela Royal Nepal Airlines caiu no Nepal na rota do Aeroporto de Bajhang para o Aeroporto de Dhangadhi em um voo doméstico de passageiros. Os destroços da aeronave, preifxo 9N-ABP, foram encontrados em Jogbuda, distrito de Dadeldhura. Todos os 22 passageiros e três tripulantes a bordo morreram no acidente. Uma investigação sobre o acidente foi lançada pelas autoridades nepalesas após a localização do local do acidente.

## Aeronave
A aeronave envolvida na queda era uma de Havilland Canada DHC-6 Twin Otter, operada pela Royal Nepal Airlines. Seu primeiro voo foi em 1979 com a Royal Nepal Airlines, que comprou a nova aeronave do fabricante Havilland Canada. Foi o oitavo acidente desta aeronave operada pela Royal Nepal Airlines, porém, foi o décimo segundo incidente envolvendo esse tipo de aeronave na história da aviação do Nepal.

## Tripulação e passageiros
Todos os ocupantes a bordo morreram no acidente; eles incluíram os três membros da tripulação e 22 passageiros, incluindo três crianças pequenas. Todos os ocupantes eram nepaleses.

## Acidente
O voo estava programado para uma rota doméstica de 30 minutos do aeroporto de Bajhang, de onde partiu às 10:11, horário do Nepal, para o aeroporto de Dhangadhi, no extremo oeste do Nepal. O último contato de rádio foi feito às 10h31, apenas dois minutos antes da previsão do pouso da aeronave em Dhangadhi. Depois que um helicóptero foi mandado ao local do acidente, foi descoberto que a aeronave colidiu com árvores na colina Jarayakhali de 4.300 pés das colinas Sivalik em Jogbuda, distrito de Dadeldhura, onde pegou fogo com o impacto.